# Cù Huy Hà Vũ
Cù Huy Hà Vũ (sinh ngày 2 tháng 12 năm 1957; nguyên quán xã Ân Phú, huyện Vũ Quang, tỉnh Hà Tĩnh) là một tiến sĩ luật học, thạc sĩ văn chương, nguyên Hội viên Hội Mỹ thuật Việt Nam, và là nhân vật bất đồng chính kiến với Nhà nước Cộng hòa Xã hội chủ nghĩa Việt Nam.
Bị bắt ngày vào 5 tháng 11 năm 2010 tại Thành phố Hồ Chí Minh, Cù Huy Hà Vũ đã bị khởi tố ngày 15 tháng 11 năm 2010 về tội Tuyên truyền chống Nhà nước Cộng hòa Xã hội chủ nghĩa Việt Nam. Ông Vũ đã phải thi hành án tù 7 năm sau khi tòa sơ thẩm ngày 4 tháng 4 năm 2011 tuyên án, và phiên tòa phúc thẩm diễn ra ngày 2 tháng 8 giữ nguyên bản án, nhưng sau đó ông Vũ đã được trả tự do trước hạn tối Chủ nhật ngày 6 tháng 4 năm 2014 và được đưa thẳng từ nhà tù đến sân bay quốc tế Nội Bài để cùng vợ sang Mỹ.
Tiến sĩ Hà Vũ đã được Tổ chức Ân xá Quốc tế công nhận là tù nhân lương tâm; Hoa Kỳ, Liên minh châu Âu, và Tổ chức Theo dõi Nhân quyền đã lên tiếng kêu gọi Việt Nam trả tự do cho ông vì cho rằng việc bắt và kết án ông Vũ là trái với Tuyên ngôn Quốc tế về Nhân quyền và Công ước Quốc tế về các Quyền Dân sự và Chính trị mà Việt Nam đã ký kết.

## Tiểu sử
Cù Huy Hà Vũ là con trai của cố nhà thơ Việt Nam nổi tiếng, Bộ trưởng Cù Huy Cận, là con nuôi và là cháu ruột của nhà thơ Xuân Diệu. Mẹ của ông là bà Ngô Thị Xuân Như, em gái ruột Xuân Diệu, thuộc dòng họ Ngô Đức Kế làng Nam Sơn, thị trấn Can Lộc, từng công tác tại Ban Kiểm tra 12, Phủ Thủ tướng, Bác sĩ Viện Y học Cổ truyền Việt Nam. Vợ ông là bà Nguyễn Thị Dương Hà, Trưởng văn phòng luật sư Cù Huy Hà Vũ, có trụ sở ở nhà riêng số 24 đường Điện Biên Phủ, thành phố Hà Nội. Ngôi nhà có hai mặt tiền đường, mặt sau là phố Trần Phú, mặt trước số 24 đường Điện Biên Phủ nay bị chính phủ trưng dụng 50 m² để làm bảo tàng nhà thơ Xuân Diệu, bố nuôi và là bác ruột của ông.
Ông có người chú ruột tên là Cù Huy Chử, từng làm trợ lí tiểu ban Bộ Chính trị thời Chủ tịch nước Nguyễn Minh Triết và giảng viên cao cấp của Học viện Chính trị khu vực II tại thành phố Thủ Đức, Thành phố Hồ Chí Minh.
Sau khi tốt nghiệp Đại học Ngoại ngữ Hà Nội chuyên ngành tiếng Pháp, từ năm 1979, Cù Huy Hà Vũ làm việc tại Ban Thông tin Học viện Quan hệ Quốc tế. Trong thời gian năm năm làm việc ở học viện này, Cù Huy Hà Vũ thường xuyên sang Pháp để tiếp tục học tiếng Pháp và học thêm các chuyên ngành quản lí nhà nước, quan hệ quốc tế, và luật kinh tế.
Ông tốt nghiệp Học viện Hành chính công tại Pháp. Ông còn là Thạc sĩ văn chương, Tiến sĩ Luật (đại học Sorbonne) và họa sĩ – Hội viên Hội Mỹ thuật Việt Nam. Dù ông Vũ không có giấy phép hành nghề luật sư, gia đình ông có Văn phòng luật sư mang tên Cù Huy Hà Vũ, do vợ ông là luật sư Nguyễn Thị Dương Hà làm trưởng văn phòng. Văn phòng luật sư Cù Huy Hà Vũ từng bào chữa cho thiếu tướng Phạm Xuân Quắc trong vụ án Nguyễn Việt Chiến và Nguyễn Văn Hải liên quan vụ tham nhũng PMU18. Ông Vũ từng công tác tại Bộ Ngoại giao Việt Nam trước khi bị cho thôi việc năm 2009 với lí do "bỏ cơ quan không đến làm việc".
Cù Huy Hà Vũ trở nên nổi tiếng sau khi có nhiều vụ kiện được đánh giá là khuấy động dư luận. Ông là người đấu tranh ngăn chặn dự án xây dựng khách sạn trên đồi Vọng Cảnh, dự án tái dựng đền Cẩu Nhi trên gò nổi hồ Trúc Bạch, và cũng rất tích cực đấu tranh chống chặt cây để xây khách sạn tại các công viên cây xanh. Ông được dư luận phương Tây chú ý đến sau khi đệ đơn kiện quyết định cho phép Trung Quốc khai thác quặng bô xít ở Tây Nguyên của Thủ tướng Chính phủ đương nhiệm Nguyễn Tấn Dũng, được nhiều hãng thông tấn như BBC, VOA, và AFP quan tâm phỏng vấn. Tuy nhiên Chánh án TAND thành phố Hà Nội quyết định không xem xét giải quyết đơn kiện của ông Hà Vũ vì "tòa án không có căn cứ pháp lý để thụ lý và giải quyết đơn khởi kiện".
Cù Huy Hà Vũ bị bắt từ ngày 5 tháng 11 năm 2010 với cáo buộc "Tuyên truyền chống Nhà nước Cộng hòa Xã hội chủ nghĩa Việt Nam" theo Điều 88 – Bộ luật Hình sự 1999, trong đó đơn kiện Thủ tướng của ông bị cáo buộc là "vu khống lãnh đạo". Chiều ngày 17 tháng 12 năm 2010, Viện kiểm sát nhân dân thành phố Hà Nội đã ra cáo trạng đối với ông. Theo Khoản 1, điểm c, Điều 88 Bộ luật Hình sự 1999, ông Cù Huy Hà Vũ bị truy tố về tội "Làm ra, tàng trữ, lưu hành các tài liệu, văn hoá phẩm có nội dung chống Nhà nước Cộng hòa xã hội chủ nghĩa Việt Nam". Ngày 4 tháng 4 năm 2011, ông Vũ bị kết án 7 năm tù giam và 3 năm quản chế tại địa phương vì tội danh trên.
Ngày 7 tháng 4 năm 2014, Cù Huy Hà Vũ bất ngờ được thả tự do và đến thẳng Hoa Kỳ cùng với vợ với lí do để chữa bệnh.

## Sự kiện nổi bật

### Kiện Ủy ban nhân dân tỉnh Thừa Thiên Huế
Năm 2005, Cù Huy Hà Vũ khởi kiện Uỷ ban nhân dân tỉnh Thừa Thiên Huế về quyết định cấp phép đầu tư xây dựng dự án khách sạn Life Resort trên đồi Vọng Cảnh, một dự án rất được dư luận và báo chí quan tâm và phản đối, nhưng lãnh đạo tỉnh Thừa Thiên – Huế lúc đó cho biết: "mặc kệ báo chí nói, dự án Vọng Cảnh cũng phải "nghiến răng" mà làm".
Theo ông Vũ, đồi Vọng Cảnh là di tích văn hóa bất khả xâm phạm, đã được chính quyền xếp vào danh sách các danh thắng và di tích cần bảo vệ. Vì thế ông cho rằng việc chính quyền đồng ý cho phép triển khai dự án xây dựng khu lịch ở đây là "hủy hoại thắng cảnh thiên nhiên kì thú này". Do vậy, dù không có quyền lợi và trách nhiệm liên quan nhưng ông vẫn quyết định đứng đơn khởi kiện Ủy ban Nhân dân tỉnh Thừa Thiên – Huế "để bảo vệ di sản văn hóa Huế nói riêng và Việt Nam nói chung".
Kết quả là Cù Huy Hà Vũ đã thắng kiện chính quyền tỉnh Thừa Thiên – Huế và dự án này bị đình lại.

### Kiện albumChat với Mozartcủa ca sĩ Mỹ Linh
Năm 2006, ông kiện album Chat với Mozart của ca sĩ Mỹ Linh và nhạc sĩ Dương Thụ vì cho rằng việc đặt tên và lời tiếng Việt cho các tác phẩm của các tác giả nhạc cổ điển trong album này đã "vi phạm quyền nhân thân" của họ.
Trong một cuộc trả lời phỏng vấn báo Công an Nhân dân, Cù Huy Hà Vũ cho rằng, theo Luật Sở hữu trí tuệ, nhạc có hai loại: nhạc có lời và nhạc không lời. Ông cho rằng "Nhạc người ta đang không lời, mình cải biên thành có lời là không được", và nhạc của Mozart "là đỉnh cao của âm nhạc. Người ta đang ở "cao", mình kéo xuống "bình dân" là phá hoại văn hóa." Ông cũng cho rằng cách làm của ông nặng về luật hơn là cảm tính. Ông Vũ cũng nói rằng ông kiện ca sĩ trong nước vi phạm bản quyền nhạc nước ngoài là nhằm sau này "bảo vệ các nhạc sĩ trong nước nếu họ bị vi phạm bản quyền ở nước ngoài".
Tháng 4 năm 2007, Cục Bản quyền Tác giả Văn học – Nghệ thuật sau đó đã có công văn cho rằng việc đặt tên và lời của nhạc sĩ Dương Thụ là không vi phạm tác quyền khi những tác phẩm này đã hết thời hạn bảo hộ và việc làm này được xem là "sáng tạo tác phẩm phái sinh", tức sử dụng các trích đoạn trong tác phẩm cũ để tạo ra tác phẩm mới.

### Ứng cử chức Bộ trưởng Bộ Văn hóa Thông tin
Năm 2006, ông đã nộp đơn tự ứng cử chức Bộ trưởng Bộ Văn hóa Thông tin. Đây là điều hiếm có ở Việt Nam, bởi Cù Huy Hà Vũ là người ngoài Đảng Cộng sản Việt Nam. Trong "chương trình hành động", ông Vũ nêu ba vấn đề đầu là giải quyết nạn vi phạm bản quyền, tệ nạn núp bóng hoạt động văn hóa và rà soát năng lực cán bộ ở các cấp, cuối cùng là chấn hưng văn hóa dân tộc và hội nhập văn hóa thế giới. Ông Vũ cho biết, việc tự ứng cử này là đúng luật: "Điều 53 Hiến pháp quy định, công dân có quyền tham gia quản lí nhà nước và xã hội" và do đó ông hoàn toàn có quyền ứng cử.
Trong khi đó, đại diện của Quốc hội và Bộ Tư pháp Việt Nam khẳng định việc tự ứng cử vào cơ quan hành pháp không có trong luật: Ủy viên Ủy ban Thường vụ Quốc hội, Trưởng ban Dân nguyện Lê Quang Bình nói rằng "không có quy định nào về việc công dân ứng cử vào cơ quan hành pháp"; còn Thứ trưởng Bộ Tư pháp Uông Chu Lưu khẳng định chỉ có Thủ tướng mới có quyền chỉ định các thành viên nội các để Quốc hội duyệt.
Trong một cuộc trả lời phỏng vấn, Cù Huy Hà Vũ cho rằng chẳng có lí do gì mà việc ứng cử của ông không thành công. Theo lời ông thì không khí dân chủ còn quá ít ở Việt Nam và mọi người chưa quen với những việc thế này, do đó dù lần này không trúng cử thì năm sau ông vẫn tiếp tục vì tin rằng việc làm này là có lí, đồng thời tuyên bố sẽ không lùi bước. Kết quả là việc ứng cử chức Bộ trưởng của Cù Huy Hà Vũ đã không thành công.

### Tranh cử Đại biểu Quốc hội
Năm 2007, Cù Huy Hà Vũ từng tranh cử Đại biểu Quốc hội với tư cách ứng viên độc lập, nhưng bị loại ngay từ vòng "lấy ý kiến cử tri của tổ dân phố". Sau khi ông bi bắt vào năm 2010, nhà báo Xuân Bằng của báo Quân đội nhân dân viết về việc này: "Vũ lại ứng cử đại biểu Quốc hội, nhưng lại bất thành, vì ngay ở tổ dân phố nơi Vũ sống, không ai đồng ý. Quẫn bách, Vũ cuồng say chống phá Đảng và Nhà nước ta."
Trong khi đó, Tiến sĩ Hà Vũ nói Ủy ban Mặt trận Tổ quốc Việt Nam phường Điện Biên, quận Ba Đình "đạp lên Luật" khi đã triệu tập cử tri của 4 tổ dân phố để lấy ý kiến (thay vì chỉ 1 tổ nơi ứng viên có hộ khẩu thường trú). Kết quả là ứng viên Cù Huy Hà Vũ chỉ được tín nhiệm của 1/3 cử tri của 4 tổ dân phố và bị loại. Chủ tịch UBND phường Điện Biên thông tin: "Do biết rõ ông Vũ là người như thế nào nên tại cuộc họp nhân dân để lấy ý kiến, người dân không nhất trí, phản đối gay gắt. Thấy không được tín nhiệm, ngay tại cuộc họp, ông Vũ đã trắng trợn quay lại chửi bới thô tục và có hành vi đe dọa. Nhìn chung ông này rất ngạo mạn, ngông cuồng."
Cù Huy Hà Vũ còn nói trong buổi lấy ý kiến đó, mình đã bị "vu cáo" bởi những người ông "chưa từng nghe tên, thấy mặt", nhẹ nhất cũng là "ứng viên không gương mẫu vì chẳng tham gia quét rác đường phố", "giọng thì hồng hộc, hậm hực, hổn hển, ngất lên, ngất xuống, như thể tôi là kẻ thù của "giai cấp", kẻ thù của "cách mạng" trong các cuộc đấu tố địa chủ thời kì cải cách ruộng đất những năm 1950 của thế kỷ trước cũng vẫn do Đảng cộng sản Việt Nam tổ chức", ông Vũ miêu tả.

### Kiện Thủ tướng Nguyễn Tấn Dũng
Ngày 11 tháng 6 năm 2009 ông gửi đơn kiện Nguyễn Tấn Dũng là thủ tướng nước Cộng hòa Xã hội Chủ nghĩa Việt Nam về việc ký quyết định cho phép Trung Quốc khai thác quặng bauxit ở Tây nguyên Việt Nam, một dự án được khá nhiều người, đặc biệt là tầng lớp trí thức quan tâm. Tiến sĩ Hà Vũ cho rằng khi ra quyết định phê duyệt dự án này mà không thông qua Quốc hội, ông Dũng đã vi phạm pháp luật Việt Nam, trong đó có luật bảo vệ môi trường, luật bảo vệ di sản văn hóa, luật quốc phòng, và luật ban hành văn bản quy phạm pháp luật. Theo ông Cù Huy Hà Vũ thì việc các công ty Trung Quốc khai thác bô xít tại địa bàn chiến lược Tây Nguyên chỉ là "trá hình" cho việc Trung Quốc xâm lược cả "mềm" lẫn "cứng" lãnh thổ của Việt Nam.
Trả lời phỏng vấn đài RFA, Cù Huy Hà Vũ cho rằng "lãnh đạo chắc chắn cũng phải cân nhắc để cho cái toà vẫn thuộc sự chi phối của họ có nên thụ lí hay không thụ lí đối với đơn khởi kiện của tôi", và "cái chuyện người ta đưa ra những lí do để từ chối việc này việc kia, thậm chí người ta bất chấp, thì tôi đã quen rồi." Nhưng ông tin rằng "sự thật vẫn là sự thật" và ông sẽ "tiếp tục có đầy đủ những cơ sở pháp luật để hóa giải dần những lí do họ đưa ra".
Cù Huy Hà Vũ
Ngày 14 tháng 9 năm 2010, tiến sĩ Hà Vũ lại có đơn kiện Thủ tướng Chính phủ Nguyễn Tấn Dũng về hành vi "ban hành nghị định cấm công dân khiếu nại tập thể, trái với Hiến pháp và pháp luật".
Dư luận về vụ kiện Thủ tướng
Việc ông Cù Huy Hà Vũ kiện thủ tướng được một số trí thức như luật sư Huỳnh Văn Đông, giáo sư Nguyễn Trung Lĩnh, luật gia Phan Thanh Hải hưởng ứng, đánh giá là "một hành động rất ấn tượng", "việc làm vô cùng dũng cảm", "không có gì sai trái, vấn đề không phải là cái kết quả, vấn đề ở chỗ là anh Cù Huy Hà Vũ đã gióng lên một tiếng nói", và nó sẽ "nhắc nhở những người dân bình thường, giúp họ giảm bớt được cái nỗi sợ trước các nhà lãnh đạo".
Trả lời phỏng vấn RFA, LS Lê Quốc Quân nói: "Cứ nói kiến kiện củ khoai mà không kiện thế thì làm gì có chuyện con kiến kiện củ khoai. Một con kiến rồi đến lúc 10 con kiến và đến lúc một trăm con kiến, rồi đến lúc... mà củ khoai cũng phải làm sao đó con kiến mới kiện chứ!". Nhà văn Trần Khải Thanh Thủy nói: "không có tòa án nào dám thụ lí vụ kiện này cả, nhưng nó sẽ gây nên những tiếng vang rất lớn, và cái quyền làm người ở Việt Nam sẽ được nâng lên. Bằng sự hiểu biết, bằng trí tuệ, bằng sự dũng cảm, bằng nhân cách, đạo lí của mình, thì anh ta sẽ lay động được rất nhiều trái tim, thức tỉnh được rất nhiều trái tim của người Việt Nam hiện tại. Và Nguyễn Tấn Dũng tuy không bị áp giải ra tòa như những thể chế dân chủ khác, nhưng cũng phải đau đầu, bóp trán chứ không phải không đâu."
Báo Quân đội Nhân dân viết: "Trong nước, trước những khó khăn về tình hình kinh tế[–]xã hội, thiên tai hoành hành... Vũ thường lợi dụng vào đó để bịa đặt, xuyên tạc sự lãnh đạo của Đảng và công tác quản lí của Nhà nước, kích động và vận động nhân dân chống đối chính quyền, xúc phạm danh dự cá nhân các đồng chí lãnh đạo Đảng và Nhà nước... Cù Huy Hà Vũ không ngần ngại kiện bất kì ai, có những đơn kiện của Vũ hình như không phải để thắng kiện, mà để nổi danh, để khác người, làm nhiều người rơi nước mắt xót thương cho tình người, xót thương cho đạo lí, khi người cả gan đứng tên kiện là một tiến sĩ!"
Kết quả
Tòa án Nhân dân Hà Nội đã trả lại đơn kiện cùng các tài liệu đi kèm với lí do "tòa án không có căn cứ pháp lí để thụ lí và giải quyết đơn khởi kiện này", "theo quy định Tòa chỉ có thẩm quyền giải quyết các vụ kiện hành chính liên quan cấp bộ trở xuống"
Cù Huy Hà Vũ
Cù Huy Hà Vũ nói lí do đó "có thể chấp nhận được", nhưng đáng ra "Tòa án Thành phố Hà Nội phải có trách nhiệm xác định tòa án nào có thẩm quyền thụ lí đơn kiện Thủ tướng, từ đó hướng dẫn tôi gửi đơn tới nơi đó, hoặc gửi đơn của tôi tới đó." Ông cũng khẳng định "sẽ đi đến cùng trong việc khởi kiện Thủ tướng".
Ngày 6 tháng 11 năm 2010, Cơ quan an ninh điều tra – Bộ Công an họp báo cho biết ông Cù Huy Hà Vũ đã bị bắt vì tội "Tuyên truyền chống Nhà nước CHXHCN Việt Nam, trong đó các đơn kiện Thủ tướng Chính phủ Nguyễn Tấn Dũng được cho là "tài liệu đi kèm", chứng cứ cho hành vi "bịa đặt, xuyên tạc sự thật lãnh đạo và quản lí của Nhà nước, Chính phủ, gây hoang mang trong nhân dân, kích động, cổ súy, hô hào chống Nhà nước" và "vu khống, xúc phạm danh dự các đồng chí lãnh đạo Đảng, Nhà nước, chính quyền".

### Tố cáo Phó Tổng cục trưởng Tổng cục An ninh Vũ Hải Triều
Ngày 27 tháng 5 năm 2010, ông đã gửi đơn tố cáo Phó Tổng cục trưởng Tổng cục An ninh Trung tướng Vũ Hải Triều về tuyên bố của ông Vũ Hải Triều đã đánh sập 300 trang mạng. Đơn tố cáo của ông đã gặp nhiều phản ứng của một số trí thức, trong đó một nghiên cứu sinh tại Đại học California tại Berkeley, Hoa Kỳ, quản trị diễn đàn Tiến sĩ Việt PhDvn.org, nick Whitebear đã chỉ ra có nhiều sai sót và sơ hở về mặt kiến thức luật pháp. Tuy nhiên, trong bức thư hồi âm, ông Vũ cũng chỉ ra một số "nhầm lẫn" của tác giả Whitebear.

### Yêu cầu sửa đổi Hiến pháp
Vào ngày 19 tháng 6 năm 2010, trong bài phỏng vấn của Đài Tiếng nói Hoa Kỳ (VOA) do phóng viên Huy Phương thực hiện, Cù Huy Hà Vũ đã nêu ra yêu cầu xóa bỏ điều 4 Hiến pháp nước Cộng hòa xã hội chủ nghĩa Việt Nam (mới được thêm vào năm 1992), và nói một vài điều đáng chú ý như sau:
- Nguyên nhân của quái trạng pháp luật ở Việt Nam chính là sự độc quyền lãnh đạo đất nước của Đảng cộng sản được Hiến pháp ghi ở Điều 4.
- Tòa án không dám xử quan chức chính quyền, Quốc hội không dám giải tán Chính phủ tham nhũng và yếu kém là vì cả Lập pháp, Tư pháp và Hành pháp chỉ là công cụ cai trị của Đảng cộng sản chứ không phải là công cụ quản lí quốc gia, quản lí xã hội của nhân dân.
- Với truyền thống mỵ dân bằng ngôn từ, ban lãnh đạo Đảng cộng sản đã sáng tác ra một công thức gồm ba vế hòng thay thế Tam quyền phân lập: đó là "Đảng lãnh đạo, Nhà nước quản lí, Nhân dân làm chủ".
- "Đảng lãnh đạo, Nhà nước quản lí, Nhân dân làm chủ" thực chất là "Đảng lãnh đạo, Đảng quản lí, Đảng làm chủ". Vậy nói thể chế chính trị ở Việt Nam không phải là chế độ dân chủ mà là chế độ toàn trị bởi Đảng cộng sản là tuyệt đối chính xác!
- Quốc hội Việt Nam gọi là do dân bầu nhưng thực tế là do Đảng cộng sản chọn sẵn. Thực vậy, tuyệt đại đa số những người tự ứng cử, tức không do đảng chọn, đều bị ban tổ chức bầu cử loại bỏ ngay từ vòng ngoài bằng những thủ đoạn có thể nói vô liêm sỉ nhất.
- Không có Đảng cộng sản Việt Nam thì Độc lập dân tộc và Thống nhất đất nước vẫn cứ đến với người Việt Nam như lịch sử đã minh chứng trong suốt hai nghìn năm qua... Chắc chắn, Hai Bà Trưng, Lý Bí, Triệu Quang Phục, Ngô Quyền, Đinh Bộ Lĩnh, Lê Hoàn, Lý Công Uẩn, Lý Thường Kiệt, Trần Hưng Đạo, Lê Lợi, Nguyễn Trãi, Nguyễn Huệ không phải là Đảng cộng sản Việt Nam hay ủy viên trung ương Đảng cộng sản Việt Nam khi tiến hành thành công các cuộc chiến tranh đánh đuổi quân xâm lược phong kiến Trung Hoa để giành Độc lập dân tộc hay để thống nhất đất nước.
- Quy chế "lãnh đạo suốt đời" của Đảng cộng sản Việt Nam được cụ thể hoá bằng Điều 4 Hiến pháp là nhằm bảo đảm cho ban lãnh đạo đảng không bị thách thức trong việc bỏ túi tài sản quốc gia.
- Về việc Chủ tịch Nguyễn Minh Triết có nói đại ý là "Bỏ Điều 4 Hiến pháp là tự sát":

"Vấn đề là ai "tự sát" trong phát biểu này của Chủ tịch nước Nguyễn Minh Triết, Ủy viên Bộ Chính trị Đảng Cộng sản Việt Nam, là dân tộc Việt Nam hay Đảng Cộng sản Việt Nam? Nếu đó là "dân tộc Việt Nam" thì phát biểu này là hoàn toàn ngô nghê, ngớ ngẩn vì dân tộc Việt Nam tồn tại từ 4000 năm nay trong khi Điều 4 Hiến pháp Việt Nam mới tồn tại non hai thập kỷ nay, từ 1992."
"Vậy chỉ còn khả năng chủ thể của "tự sát" trong phát biểu của Chủ tịch nước Nguyễn Minh Triết là "Đảng Cộng sản Việt Nam". Tuy nhiên trong một chế độ dân chủ ai mà nói đảng cầm quyền rời bỏ vị trí đang nắm giữ là "tự sát" ắt bị trẻ nó cười vào lỗ mũi. Thế nên một âm hưởng "sợ chết" đến như vậy chỉ có thể toát ra từ những bạo chúa, từ những kẻ cầm quyền phạm tội ác chống lại chính dân tộc, chống lại chính nhân dân mình! Vậy phải chăng Đảng cộng sản Việt Nam hay chính xác hơn, ban lãnh đạo đảng thuộc trường hợp này?"
- Bằng tham nhũng siêu nghiêm trọng từ tham ô trực tiếp tài sản quốc gia đến vay bừa tiêu vung để nhiều thế hệ người dân sẽ phải è cổ trả nợ, bằng cướp đất của người dân, đặc biệt của nông dân tràn lan kiểu "sống chết mặc bay, tiền thầy bỏ túi", bằng bóp nghẹt những quyền cơ bản của công dân được Hiến pháp bảo hộ các quyền tự do như quyền tự do báo chí, quyền tự do ngôn luận, quyền được thông tin, quyền biểu tình, quyền đình công, quyền giữ gìn nơi thờ tự của các tín ngưỡng, vân vân., ban lãnh đạo Đảng cộng sản Việt Nam rõ ràng đang đi ngược 180 độ lợi ích của dân tộc và toàn thể nhân dân Việt Nam.

Cù Huy Hà Vũ
Vì những phát biểu tương tự như trên, ông Cù Huy Hà Vũ đã bị buộc tội "có các quan hệ với các đối tượng có tư tưởng chống đối Nhà nước trong nước, các thế lực thù địch chống Việt Nam ở nước ngoài" với hành vi "đã thực hiện hơn 20 cuộc trả lời phỏng vấn các đối tượng, đài báo của các đối tượng phản động chống phá Việt Nam ở nước ngoài có nội dung chống Nhà nước và chuyển tải các tài liệu tự làm ra để những đối tượng trên sử dụng chống phá Nhà nước Việt Nam."

### Bào chữa cho tướng công an Trần Văn Thanh
Năm 2009, Cù Huy Hà Vũ có bài viết "Chánh án Tòa Đà Nẵng lập kỷ lục vi phạm nhân quyền", trong đó nói về việc Tòa án Nhân dân thành phố Đà Nẵng đã vi phạm nhân quyền nghiêm trọng khi đưa tướng công an Trần Văn Thanh đang bị hôn mê ra xét xử với tội danh "lợi dụng quyền tự do dân chủ xâm phạm lợi ích của nhà nước, tập thể và cá nhân" theo Khoản 1, Điều 258, Bộ luật hình sự. Theo ông, đây là một "hành động vô cùng tàn bạo và man rợ, một phiên tòa chưa từng có trong lịch sử thế giới". Ông cũng đề nghị cách chức và truy tố chánh án Nguyễn Văn Quận của Tòa án Nhân dân Đà Nẵng về "tội làm nhục người khác" và "tội ép buộc nhân viên tư pháp làm trái pháp luật". Ông Nguyễn Văn Quận sau đó ngay lập tức được thay thế bởi một chánh án khác.
Sau đó Văn phòng luật sư Cù Huy Hà Vũ chính thức nhận lời bào chữa cho Thiếu tướng công an Trần Văn Thanh, nguyên chánh thanh tra của Bộ Công an. Tuy nhiên, Tòa án Nhân dân thành phố Đà Nẵng đã từ chối cấp giấy chứng nhận bào chữa cho luật sư Nguyễn Thị Dương Hà thuộc văn phòng luật sư Cù Huy Hà Vũ. Theo ông Vũ, Tòa án Đà Nẵng đã cố tính kéo dài thời gian để đến lúc cuối cùng từ chối cấp giấy chứng nhận bào chữa với lí do là đã cận ngày.
Ông Cù Huy Hà Vũ sau đó đã trả lời phỏng vấn đài RFA, trong đó ông cho rằng phiên toà xử tướng công an Trần Văn Thanh "mang hàm ý đe dọa người dân, đe dọa những người chống tham nhũng." Theo ông Vũ, vụ án này "được tạo nên nhằm tiêu diệt tướng Thanh" vì ông Trần Văn Thanh là viên tướng chống tham nhũng. Cù Huy Hà Vũ nêu dẫn chứng là Thiếu tướng Trần Văn Thanh đã từng "chỉ đạo điều tra vụ án tham nhũng liên quan trực tiếp đến ông Nguyễn Bá Thanh lúc đó là Chủ tịch UBND thành phố Đà Nẵng và hiện nay là bí thư thành ủy Đà Nẵng." Ông Vũ cho rằng đây "là hành vi trả thù đối với việc chống tham nhũng." Ông xác nhận Văn phòng luật sư Cù Huy Hà Vũ sẽ bào chữa cho tướng Trần Văn Thanh ở phiên toà phúc thẩm, tuy nhiên, sau đó đã bào chữa cho trung tá Dương Ngọc Tiến.

## Tranh chấp ngôi nhà của cố nhà thơ Xuân Diệu
Năm 2002, Bộ trưởng Bộ Văn hóa - Thông tin ra quyết định số 21/2002 QĐ-BVHTT thu hồi một phần diện tích nhà đất từng là nơi ở của cố nhà thơ Xuân Diệu và cũng là nơi ở của gia đình Cù Huy Hà Vũ hiện nay tại số nhà 24 đường Điện Biên Phủ, quận Ba Đình, Hà Nội để làm Phòng lưu niệm nhà thơ Xuân Diệu.
Ông Cù Huy Hà Vũ cho rằng đây là một quyết định trái pháp luật, cụ thể là Luật Di sản văn hóa, Luật Thừa kế, Luật Đất đai, nhà ở, và ông đã làm đơn khiếu nại gửi chủ tịch Ủy ban nhân dân thành phố Hà Nội vào tháng 3 năm 2008. Theo ông Vũ, "Luật Di sản văn hóa chỉ quy định về thành lập bảo tàng chứ không quy định về thành lập Phòng lưu niệm", và Bộ trưởng Bộ VHTT cũng không có thẩm quyền quyết định thành lập bảo tàng". Tiến sĩ Luật Cù Huy Hà Vũ nói: "di sản của nhà thơ không thuộc sở hữu của Nhà nước mà thuộc sở hữu của cá nhân tôi -Cù Huy Hà Vũ- với tư cách người thừa kế duy nhất của nhà thơ."
Theo báo Tiền Phong thì Xuân Diệu mất khá đột ngột, không có người thừa kế hay di chúc, nhưng nhà thơ Huy Cận khẳng định Cù Huy Hà Vũ là "cháu ruột và con nuôi" của Xuân Diệu. Huy Cận, Ngô Xuân Huy (em trai Xuân Diệu), và bà Ngô Thị Xuân Như (em gái Xuân Diệu, mẹ Cù Huy Hà Vũ) đã bảo vệ cho Cù Huy Hà Vũ, nhưng nay họ đều đã qua đời, nay Cù Huy Hà Vũ lại phải đối diện với một vụ tranh chấp pháp lí về sở hữu của ngôi nhà với Ủy ban nhân dân thành phố Hà Nội.

Cù Huy Hà Vũ cho biết: "Bộ trưởng Văn hóa Thông tin đã chính thức công nhận tôi là người thừa kế nhà thơ Xuân Diệu thông qua việc cấp cho tôi vào ngày 13/2/1995 "Giấy chứng nhận đăng ký bản quyền tác phẩm" trong đó ghi rõ Chủ sở hữu bản quyền tác giả Xuân Diệu: Cù Huy Hà Vũ (Người thừa kế)! Các "Giấy chứng nhận Đăng ký bản quyền tác phẩm" đều có chữ ký của ông Thượng Thuận, Giám đốc Cơ quan bảo hộ quyền tác giả Việt Nam".
Bị công an đập tường rào
Ngày 27 tháng 1 năm 2010, trả lời phỏng vấn phóng viên Mặc Lâm của đài RFA, Cù Huy Hà Vũ nói tường rào nhà mình bị ông Lê Văn Định, chủ tịch phường Điện Biện, Hà Nội dẫn một số lớn công an và dân phòng đến đập phá. Theo ông Cù Huy Hà Vũ thì Phó chủ tịch Uỷ ban nhân dân phường là Nguyễn Trọng Khanh đã trả lời rằng: "việc này ông ta cũng không muốn nhưng do sự chỉ đạo của Thủ tướng Nguyễn Tấn Dũng". Cù Huy Hà Vũ cho rằng đây là sự trả thù việc ông kiện Thủ tướng Nguyễn Tấn Dũng, và đã đòi gặp Tổng bí thư Nông Đức Mạnh và Chủ tịch nước Nguyễn Minh Triết, nhưng không được tiếp.

## Quan điểm về Chiến tranh Việt Nam
Trả lời phỏng vấn của Đài Tiếng nói Hoa Kỳ VOA ngày 29 tháng 4 năm 2010, Cù Huy Hà Vũ đã bình luận về Chiến tranh Việt Nam và nói lên chính kiến của mình:
- Ngày 30/4/1975 là ngày kết thúc cuộc chiến tranh của Hoa Kỳ tại Việt Nam, đồng thời cũng là ngày kết thúc cuộc nội chiến giữa những người Việt.
- Chủ nghĩa cộng sản dưới màu sắc Chủ nghĩa Xã hội chưa bao giờ là một hiện thực ở Việt Nam vì đến nay vẫn chỉ mang tính "định hướng".
- Tính ưu việt của Chủ nghĩa Xã hội so với Chủ nghĩa tư bản mà Hoa Kỳ đại diện chưa bao giờ được chứng minh ở Việt Nam, nên không thể nói bên chiến thắng trong cuộc chiến tranh Việt Nam là hệ tư tưởng cộng sản; bằng chứng là sự sụp đổ của Liên Xô và phe xã hội chủ nghĩa ở Đông Âu vào cuối những năm 80 của thế kỷ XX.
- "Giải phóng Miền Nam" là giải phóng Miền Nam Việt Nam khỏi chế độ tư bản, kẻ thù của chủ nghĩa xã hội theo học thuyết Mác – Lê nin.
- Cốt lõi của chủ nghĩa xã hội theo học thuyết Mác-Lê Nin là kinh tế Nhà nước chỉ huy hay kinh tế tập trung, kinh tế tư nhân được coi là "bóc lột người" bị loại trừ. Thế nhưng nền kinh tế xã hội chủ nghĩa đã phá sản tuyệt đối vào năm 1985 khi chính sách giá-lương-tiền của Chính phủ Việt Nam gây lạm phát tới 900%, dẫn đến kinh tế tư nhân hay kinh tế thị trường được Đảng cộng sản Việt Nam phục hồi tại Đại hội VI của Đảng vào năm sau, 1986.
- Tại thời điểm hiện nay, Ban lãnh đạo Đảng cộng sản Việt Nam đã công khai đi theo con đường tư bản chủ nghĩa. Đại hội X của Đảng Cộng sản Việt Nam đã hoàn tất công cuộc phá bỏ chủ nghĩa xã hội bằng cách chính thức cho phép đảng viên làm kinh tế tư nhân. 2 giai cấp được coi là nòng cốt xây dựng chủ nghĩa xã hội và là đối tượng được hưởng sự chăm sóc đặc biệt của chế độ này là công nhân và nông dân (Búa và Liềm ấy), trên thực tế lại thuộc những người cùng khổ của xã hội.
- Lời nói và việc làm của Ban lãnh đạo Đảng cộng sản Việt Nam không nhất quán là vì sợ mất quyền lợi của bản thân. Nếu chính thức tuyên bố từ bỏ chủ nghĩa xã hội thì Đảng cộng sản Việt Nam sẽ mất độc quyền lãnh đạo đất nước trong khi quyền lực lại là phương tiện làm giàu của đại đa số đảng viên có chức vụ.
- Hoà hợp, hoà giải dân tộc là xuất phát từ lợi ích chung, lợi ích quốc gia, là biết tôn trọng và nhân nhượng những quan điểm chính trị khác biệt, kể cả đối lập để phụng sự Tổ quốc Việt Nam một cách tốt nhất, hiệu quả nhất.

## Quan điểm về tranh chấp trên Biển Đông
Trước khi sự kiện Tranh chấp Biển Đông giữa Việt Nam với Trung Quốc năm 2011 diễn ra gần 1 năm, trả lời phỏng vấn đài VOA về cuộc tranh chấp chủ quyền Biển Đông, Cù Huy Hà Vũ từng cho rằng tham vọng của Trung Quốc ở Biển Đông là "quá rõ ràng" với sơ đồ gồm 9 đoạn hình "lưỡi bò", và đồng hành quân sự với Hoa Kỳ để đối phó với Trung Quốc là "mệnh lệnh của thời đại".
Ông Vũ cho rằng chủ nghĩa cộng sản Trung Quốc sau khi Đông Âu sụp đổ đã biến tướng thành chủ nghĩa đế quốc cổ điển hay chủ nghĩa Tân Đại Hán với đặc trưng là sự bành trướng lãnh thổ và Trung Quốc đang trở thành mối đe dọa quân sự có tính toàn cầu, nên Việt Nam không thể "tự lực cánh sinh" mà phải dựa vào liên minh quân sự với cường quốc hạt nhân khác. Hiện nay lực lượng phòng thủ biển của Việt Nam là vô cùng yếu kém, "bằng chứng là Quốc hội Việt Nam đã buộc ngư dân phải tự bảo vệ mạng sống của họ khi ra khơi"; trong khi đó chi quá nhiều tiền vào quốc phòng và mua sắm phương tiện chiến tranh sẽ đẩy Việt Nam vào khủng hoảng kinh tế sâu sắc.
Theo ông Hà Vũ, nếu không có các quần đảo Hoàng Sa và Trường Sa thì sẽ không có đường lưỡi bò, do vậy Trung Quốc phải chiếm hữu hai quần đảo này của Việt Nam bằng mọi giá; và để đối phó với việc Trung Quốc xâm lược lãnh thổ Việt Nam như đã làm vào năm 1974 ở Hoàng Sa, và năm 1988 ở Trường Sa, Cù Huy Hà Vũ cho rằng liên minh quân sự với Mỹ sẽ giúp Việt Nam khẳng định và bảo vệ thành công chủ quyền của mình đối với quần đảo Hoàng Sa và Trường Sa. Liên minh quân sự giữa Việt Nam và Mỹ theo ông Vũ sẽ có bản chất tương tự như liên minh song phương hiện có giữa Nhật, Hàn Quốc, Đài Loan, Philippines, Thái Lan với Mỹ.
Về phía Mỹ, Cù Huy Hà Vũ phân tích rằng liên minh quân sự với Việt Nam sẽ giúp Mỹ có điều kiện hoàn tất chiến lược quân sự Đông Á của mình, và khép kín "vành đai" ngăn chặn bành trướng trên biển của Trung Quốc được cấu thành bởi các liên minh quân sự hiện hữu giữa Mỹ với Nhật Bản, Hàn Quốc, và Đài Loan.
Cù Huy Hà Vũ từng đấu tranh để đòi lại Đàn Âm hồn – Đài liệt sĩ chống ngoại xâm đầu tiên của Việt Nam, và đề nghị công nhận liệt sĩ cho các chiến sĩ Việt Nam Cộng hòa đã hy sinh khi đánh nhau với Trung Quốc ở Hoàng Sa năm 1974.

## Bị bắt, kết án và dư chấn hậu phiên tòa
Ngày 5 tháng 11 năm 2010, báo chí trong nước đưa tin ông Cù Huy Hà Vũ và cô Hồ Lê Như Quỳnh (thuộc Hội luật gia Thành phố Hồ Chí Minh) bị tạm giữ hành chính khi công an kiểm tra khách sạn Mạch Lâm (quận 6 Thành phố HCM) nơi ông Vũ đang ở. Công an cho rằng hai người có quan hệ bất chính, ngoài ra còn phát hiện trong phòng có 1 va ly nhỏ đựng máy tính xách tay, tư trang quần áo, hai bao cao su đã qua sử dụng trong sọt rác, và một số tài liệu được cho là "quan trọng". Sau khi lập biên bản, khoảng 3 giờ sáng ngày 5 tháng 11 năm 2010, công an P.11, Q.6 đã đưa 2 người nói trên về trụ sở đề làm việc.
Tuy nhiên, vụ việc trong khách sạn chưa được làm rõ, thì chiều 6 tháng 11, Cơ quan an ninh điều tra – Bộ Công an Việt Nam cho biết ông Cù Huy Hà Vũ bị bắt vì một tội danh khác, đó là tội "Tuyên truyền chống Nhà nước CHXHCN Việt Nam" theo điều 88 – Bộ luật hình sự và đã được Viện Kiểm sát Nhân dân Tối cao phê duyệt. Cùng ngày, tư gia của ông Vũ tại Hà Nội bị khám xét. Ngoài ra, công an còn khẳng định ông Cù Huy Hà Vũ còn phải chịu trách nhiệm về hành vi "dâm ô, đồi trụy" của mình.
Ngày 15 tháng 11 năm 2010, Cơ quan an ninh điều tra Công an Hà Nội đã khởi tố và ra lệnh tạm giam 4 tháng đối với ông về hành vi "Tuyên truyền chống Nhà nước Cộng hòa Xã hội chủ nghĩa Việt Nam" theo điều 88 Bộ luật hình sự. Chiều 17 tháng 12 năm 2010, Viện kiểm sát Nhân dân thành phố Hà Nội đã ra cáo trạng truy tố ông về tội danh trên.
Ông Vũ được dự kiến sẽ bị đưa ra tòa vào ngày 24 tháng 3 năm 2011 tại Hà Nội,
 nhưng sau đó Tòa án Nhân dân Hà Nội lại thông báo hoãn xử.

Bị truy tố ở khoản 1, điều 88 Bộ luật hình sự, ông Cù Huy Hà Vũ phải đối mặt với khung hình phạt từ 3 đến 12 năm tù. Vào ngày 4 tháng 4 năm 2011, Tòa án Nhân dân Hà Nội đã tuyên án 7 năm tù và 3 năm quản chế đối với Cù Huy Hà Vũ trong một phiên xử gây chú ý của công luận.

### Phản ứng của quốc tế và dư luận
Ngày 5 tháng 4 năm 2011, Bộ Ngoại giao Hoa Kỳ đã bày tỏ quan ngại về việc Việt Nam vi phạm Tuyên ngôn Quốc tế Nhân quyền và kêu gọi trả tự do ngay lập tức cho ông Cù Huy Hà Vũ, nhưng Việt Nam cảnh cáo Hoa Kỳ không được can thiệp vào công việc nội bộ của Việt Nam và khẳng định "không có cái gọi là tù nhân lương tâm ở Việt Nam". Cùng ngày, Tổ chức Ân xá Quốc tế đã công nhận Cù Huy Hà Vũ là một tù nhân lương tâm, đồng thời kêu gọi Việt Nam trả tự do cho ông này.
Ngày 6 tháng 4 năm 2011, Liên Hiệp châu Âu EU cũng bày tỏ quan ngại sâu sắc về phiên xử, và tuyên bố việc buộc tội ông Vũ là "không phù hợp" với Tuyên ngôn Quốc tế về Nhân quyền và Công ước Quốc tế về các Quyền Dân sự và Chính trị mà Việt Nam đã ký kết.
Ngày 9 tháng 4 năm 2011, một kiến nghị trên về việc thả Cù Huy Hà Vũ được đưa ra với hàng trăm chữ ký, bao gồm có các trí thức, cựu quan chức và tướng lãnh quân đội Việt Nam. Theo BBC Tiếng Việt, đến ngày 26 tháng 5 năm 2011, kiến nghị này đã có hơn 2000 chữ ký. Trong phóng sự "Sự thật về hành vi vi phạm của Cù Huy Hà Vũ" phát ngày 4 tháng 8 năm 2011 (2 ngày sau phiên xử phúc thẩm), một vài "lão thành cách mạng" và cựu sĩ quan đã nói rằng họ không biết gì cả về Cù Huy Hà Vũ, và chữ ký của họ là giả mạo. Trả lời phỏng vấn truyền hình, những người này yêu cầu điều tra trang web "phản động" bô xít Việt Nam về việc giả mạo trên. Phản ứng trước cáo buộc trên, giáo sư Nguyễn Huệ Chi biện luận rằng "có những người gặp công an thì họ sợ", "có người đề nghị xin rút, có người nói rằng 'tôi đành phải nói như thế, mong các giáo sư thông cảm cho'."
Đặc biệt GS toán học Ngô Bảo Châu (huy chương Field 2010) cũng đã lên tiếng về sự cẩu thả và lố bịch của những người điều hành phiên toàn xử ông Vũ: "Đối diện với ông Vũ là những người bắt ông bằng hai bao cao su đã qua sử dụng, là phiên tòa nửa công khai, nửa bí mật xảy ra ngày hôm qua và là ông quan tòa từ chối thực hiện thủ tục tố tụng để tránh tranh luận về nội dung những bài viết, chứng cớ về những việc được cho là vi phạm pháp luật của ông Vũ." "Có cố tình làm mất thể diện quốc gia, chắc cũng khó mà làm hơn mấy ông bà này." 
Ngày 26 tháng 5 năm 2011, trong một bản phúc trình dài 59 trang tựa đề "Vietnam: The Party vs. Legal Activist Cu Huy Ha Vu", Tổ chức Theo dõi Nhân quyền kêu gọi các lãnh đạo Việt Nam nghe lời cộng đồng quốc tế và "xoay chuyển bản án bất công và trả tự do ngay lập tức cho ông Vũ". Tổ chức này cho rằng việc kết án Cù Huy Hà Vũ là "một vết đen khác trong hồ sơ nhân quyền vốn đã tồi tệ của Việt Nam và cho thấy rằng chính phủ Hà Nội sẽ làm bất cứ điều gì để dập tắt tiếng nói chỉ trích".

### Kháng cáo và phúc thẩm
Trong trại tạm giam, ông Vũ viết đơn kháng cáo, đề nghị cấp phúc thẩm xem xét lại bản án sơ thẩm của TAND Hà Nội. Đơn được công an chuyển đến cơ quan có thẩm quyền trong thời gian quy định: 15 ngày sau khi kết thúc phiên sơ thẩm. Theo Luật sư Nguyễn Thị Dương Hà, Cù Huy Hà Vũ là tù nhân chính trị nhưng lại đang bị giam cùng một tù hình sự tên Nguyễn Đức Tuấn, người "có 4 tiền án về tội đánh người", và thường xuyên bị ông này hù dọa và cướp đoạt thuốc chữa bệnh, khiến thân nhân lo ngại về sức khỏe của ông Vũ.
Phiên tòa xử phúc thẩm Tiến sĩ Cù Huy Hà Vũ đã diễn ra vào ngày 2 tháng 8 năm 2011 tại Hà Nội, tòa án bác kháng cáo của ông Vũ và tuyên y án.
Cù Huy Hà Vũ, nói trong phiên tòa phúc thẩm
Một lần nữa Chính phủ Hoa Kỳ lại lên tiếng kêu gọi trả tự do "ngay lập tức" cho tiến sĩ Cù Huy Hà Vũ:
| “                                                  | Chúng tôi rất lo ngại về việc kháng cáo của ông Cù Huy Hà Vũ đã bị tòa bác. Chúng tôi tiếp tục kêu gọi chính phủ Việt Nam trả tự do ngay lập tức cho ông Vũ, cũng như cho các tù nhân lương tâm khác, và tin rằng các cá nhân không thể bị bắt giữ chỉ vì thực hiện quyền tự do ngôn luận của mình. | ” |
| — Mark Toner, Người phát ngôn Bộ Ngoại giao Hoa Kỳ | |   |

Tiếp sau Hoa Kỳ, Cao ủy đối ngoại của Liên hiệp châu Âu EU cũng tiếp tục lên tiếng chỉ trích Việt Nam. Bà Catherine Ashton, đại diện ngoại giao cao cấp của Liên hiệp châu Âu, nói bà "quan ngại sâu sắc" về việc tòa án đã bác kháng cáo của ông Vũ, và "đặc biệt thất vọng" khi chính quyền Hà Nội không thực thi quyền căn bản của công dân: "quyền có ý kiến và tự do thể hiện các ý kiến của họ một cách hòa bình".

## Quan điểm của Cù Huy Hà Vũ về vụ án
Trước khi bị bắt, tiến sĩ Hà Vũ đã cho rằng ông "không thể bị bắt" bởi ông luôn hành động theo đúng hiến pháp và pháp luật, nhưng nếu có bị "bắt hay giết" thì cũng chỉ là "chuyện nhỏ" so với truyền thống và lịch sử yêu nước của người Việt Nam.
Cù Huy Hà Vũ
Sau khi bị kết án, Cù Huy Hà Vũ vẫn khẳng định mình "không có tội, song cũng biết chấp nhận hy sinh", và những điều ông đã làm là "không vụ lợi, không hề vì động cơ riêng tư", còn đề nghị Đa đảng cho nền chính trị Việt Nam thực chất là nhằm "cứu nguy Đảng Cộng sản trước nguy cơ bị cô lập trong con mắt toàn dân."
Trong một bức thư gửi "đồng bào" trước phiên xử phúc thẩm, ông gọi vụ bắt giữ mình là "cuộc bắt bớ xấu xa dựa trên cái cớ là hai bao cao su đã qua sử dụng", và chỉ trích phiên tòa sơ thẩm ngày 4 tháng 4 năm 2011 là vội vàng, hấp tấp, không đưa ra các chứng cứ phạm tội và cũng không tranh tụng với các luật sư đã vội vã tuyên án.
Ông Vũ nói bản chất vụ án là cuộc đối đầu chính trị giữa 2 bên, một bên là Đảng Cộng sản Việt Nam mà ông cho là "chậm trễ như thể cố tình cưỡng lại việc thực hiện một Nhà nước Việt Nam pháp quyền", và bên kia là "Cù Huy Hà Vũ như một tiếng nói đại diện cho tất cả những tiếng nói đòi xây dựng Nhà nước Việt Nam pháp quyền."
Từ trong tù, tiến sĩ Hà Vũ nói điều làm ông lo lắng và đau lòng nhất là lo cho đất nước Việt Nam rơi vào tay Trung Quốc. Ông Vũ khẳng định mình "một dạ vì dân vì nước", và tuyên bố mình "không chống Đảng", chỉ yêu cầu đa đảng vì lợi ích của đất nước.
Ông Vũ cũng cáo buộc rằng mình đã bị Nguyễn Tấn Dũng trả thù. Khi được hỏi "Ông nói ông không thù hằn đảng, nhà nước, vậy tại sao ông bị truy tố, liệu có ai thù hằn ông không?", Cù Huy Hà Vũ đã trả lời luật sư trước tòa: "Có người thù hằn tôi, là ông Thủ tướng Nguyễn Tấn Dũng, vì tôi đã kiện ổng; là ông Vũ Hải Triều vì tôi tố ổng vụ hàng trăm trang mạng bị phá. Như vậy rõ ràng là cơ quan điều tra họ thù tôi, mà không có chứng cứ gì thì họ bịa ra vụ 2 bao cao su..."

## Bị trục xuất và các hoạt động tại Mỹ

### Trục xuất sang Mỹ
Tối Chủ nhật ngày 6 tháng 4 năm 2014 ông Vũ được đưa thẳng từ nhà tù đến sân bay quốc tế Nội Bài để cùng vợ sang Hoa Kỳ với danh nghĩa chữa bệnh.

### 2014
Ngày 6 tháng 5 năm 2014, ông Vũ đã xuất hiện trước công chúng, qua cuộc họp báo tại trụ sở Quốc hội Hoa Kỳ ở thủ đô Washington DC.. Tiếp xúc với báo chí, ông Cù Huy Hà Vũ cho biết ông không hề xin chính quyền Việt Nam cho đi chữa bệnh như lời công bố của Hà Nội. Trả lời câu hỏi của RFA rằng ông là một "thái tử Đảng", xuất thân từ gia đình một đại công thần của chế độ, có thể được xếp đặt một vị trí như những Nguyễn Tấn Dũng, Nông Đức Mạnh, Nguyễn Chí Vịnh, Phạm Bình Minh... nhưng vì đâu ông sớm chọn con đường tranh đấu cho tự do dân chủ, trái ngược với con đường tận tâm phục vụ của thân phụ ông cho nền độc tài của đảng Cộng sản Việt Nam, TS Cù Huy Hà Vũ nói thân phụ ông cũng như người bác, nhà thơ Xuân Diệu, là những người liêm khiết, bênh vực người nghèo và nông dân, chống chính quyền Việt Nam tham nhũng, nên ông tiếp nối truyền thống trên. TS Cù Huy Hà Vũ khẳng định ông vẫn mang hộ chiếu Việt Nam, là công dân Việt Nam, nên luôn luôn tranh đấu cho nhân quyền, dân chủ, hạnh phúc của người Việt Nam, và sẽ trở về một lúc nào đó, có thể cùng đồng bào tranh đấu hải ngoại trở về cho một nước Việt Nam tự do dân chủ.
Ngày 16 tháng 5 năm 2014, trả lời đài RFA, ông Vũ cho rằng trong lịch sử cận đại Việt Nam không thể chống lại hay giành chiến thắng trong các cuộc chiến tranh với các cường quốc quân sự khác mà không có ai chống lưng cho mình. Trong tình hình hiện nay, để có thể chống lại sự thôn tính lãnh thổ của Trung Quốc, ông Vũ cho rằng chỉ có thể có Mỹ là nước duy nhất trên thế giới có đủ sức mạnh quân sự, kinh tế, và cả chính trị để Việt Nam có thể đồng hành về mặt quân sự. Để thực hiện điều này, theo ông Vũ Việt Nam phải nhanh chóng dân chủ hóa chế độ.
Ngày 9 tháng 10 năm 2014, trả lời đài RFA, ông Vũ cho rằng việc nới lỏng cấm vận vũ khí của Mỹ đối với Việt Nam phải gắn với nhân quyền được thực thi, Việt Nam phải chấm dứt ngay lập tức đàn áp nhân quyền. Ông cho rằng Việt Nam phải liên minh quân sự với Mỹ bởi vì chỉ có Mỹ mới có thể giúp VN chống lại hành vi xâm lược của Trung Quốc. Ông cũng cho rằng phong trào đòi dân chủ tại Hongkong cũng tất yếu sẽ xảy ra tại Việt Nam. Nhưng ông nói thêm trên The Economist rằng: việc Mỹ nới lỏng cấm vận vũ khí khi mà đàn áp chính trị tiếp diễn, chỉ kéo dài thêm sự tồn tại của chế độ Hà Nội.
Ngày 22 tháng 10 năm 2014, trả lời đài RFI, ông Vũ khẳng định dù ở nước ngoài, ông vẫn sẽ tiếp tục đấu tranh cho dân chủ ở Việt Nam.
Ngày 23 tháng 10 năm 2014, con ông Vũ là Cù Huy Xuân Đức đã làm đơn gửi đến Giám đốc Công an Thành phố Hà Nội, kêu cứu về việc chính quyền bàn giao đất của gia đình ông Cù Huy Hà Vũ cho bà Trần Lệ Thu, vợ kế của ông Cù Huy Cận. Ông Cù Huy Hà Vũ khẳng định việc lấy đất này là «hành vi trả thù» do ông đã không ngừng đấu tranh cho dân chủ và nhân quyền ở Việt Nam.

### 2015
Ngày 1 tháng 7 năm 2015, tại Nhà Trắng, cùng với một số đại diện giới hoạt động người Việt Nam, ông Vũ đã gặp gỡ Giám đốc cấp cao Vụ châu Á, Daniel Kritenbrink, Giám đốc cấp cao Vụ đa phương và Nhân quyền, Stephen Pomper, ngoài ra còn có các quan chức thuộc Bộ Ngoại giao Mỹ như Phó Trợ lí Ngoại trưởng Scott Busby. BBC cho biết Nhà Trắng "muốn chia sẻ với các đại diện này kế hoạch của họ và lắng nghe các ý kiến, thông tin về cuộc gặp tới đây với ông Nguyễn Phú Trọng.